# Abdisalam Ibrahim
Abdisalam Abdulkadir Ibrahim (Mogadíscio, 1 de maio de 1991) é um futebolista norueguês-somali, que atua como meio-campista. Atualmente, joga pelo Pafos FC.

## Carreira
Revelado pelo Fjellhamar em 2006, iniciou a carreira com apenas 15 anos de idade. No ano seguinte, foi jogar nas categorias de base do Manchester City, e aos 18 anos, era comparado ao experiente francês Patrick Vieira. Sua primeira partida como profissional foi contra o Scunthorpe United, pela Copa da Inglaterra, em janeiro de 2010. Ficou no banco de reservas na semifinal da Copa da Liga Inglesa, quando o City perdeu o clássico para o rival United por 3 a 1, mas não foi utilizado. O único jogo de Ibrahim na Premier League foi no empate em 0–0 contra o Liverpool, em fevereiro, entrando no lugar de Stephen Ireland aos 26 do segundo tempo.
Em 2011, foi emprestado ao Scunthorpe United inicialmente por 1 mês, e com a renovação do vínculo até o final da temporada, jogou 11 partidas. Na temporada 2011-12, foi novamente cedido por empréstimo, agora ao NEC, pelo qual atuou em 8 jogos e marcou um gol. De volta ao City, Ibrahim foi novamente cedido, desta vez para o Strømsgodset, onde permaneceu por 6 meses.
Voltou ao Manchester City em janeiro de 2014, mas o contrato com os Citizens não foi renovado e ele assinou com o Olympiacos numa transferência livre. O meio-campista não disputou nenhum jogo oficial pelos Thrylos, que o cederam por emprestimo ao  Ergotelis. No clube cretense, Ibrahim atuou em 12 partidas e marcou 1 gol.
Após passagem de uma temporada pelo Veroia, o atleta voltou para o futebol norueguês, desta vez para jogar no Viking, assinando por 3 temporadas. Em março de 2017, foi contratado pelo Vålerenga, onde atuou tanto pela equipe principal (33 jogos) quanto pelo time B (14 partidas e 3 gols).
Em janeiro de 2019, Ibrahim assinou, sem custos, com o Pafos FC, clube da primeira divisão do Campeonato Cipriota. Porém, durante o jogo contra o AEK Larnaca, foi substituído em decorrência de uma lesão. Anteriormente, o meio-campista fora emprestado ao Riga FC, onde atuou em 2 partidas.

## Seleção Norueguesa
Com passagem pelas categorias de base da Seleção Norueguesa, Ibrahim estreou pelos Vikings em janeiro de 2014, jogando contra Moldávia e Polônia. Como estes jogos foram em caráter amistoso, permanece elegível para uma eventual convocação para a Seleção Somali.

## Vida pessoal
Seu irmão mais velho, Abdirashid, também foi jogador de futebol e o clube mais famoso que defendeu foi o United of Manchester, criado por torcedores do Manchester United que não aprovaram a administração da família Glazer e que disputa atualmente a Northern Premier League.